# 低障壁水素結合
低障壁水素結合（ていしょうへきすいそけつごう、英: Low-barrier hydrogen bond, LBHB）は、特殊な水素結合の一つ。
水素結合アクセプターとドナーとの距離が短い場合に見られ、結合が特に強い。通常の水素結合（D...A間の距離は少なくとも2.8 Å）では、エネルギー障壁は十分大きいため水素イオン（プロトン）はどちらか一方のヘテロ原子（多くの場合はドナー原子）に属している。しかし距離が約2.55 Åまで短くなると、エネルギー障壁が小さくなることによって零点エネルギーとエネルギー障壁が近づき、プロトンは両方の原子間を自由に（低障壁で）移動でき、ドナー・アクセプター間にプロトンが広く分布する低障壁水素結合型となる。この距離がさらに短くなる（< 2.29 Å）と、この結合は特に「短くて強い水素結合 (short-strong hydrogen bond: SSHB)」と呼ばれる。
低障壁水素結合は酵素反応において重要な役割を持つことがある。一般に、酵素と基質が結合した状態と遷移状態では大きな構造の差異は無く大きなエネルギー差は生まれにくい。しかし、低障壁水素結合はドナーとアクセプター間の距離のわずかな変化に依存するため、遷移状態においてのみ低障壁水素結合が形成され大きな安定化が起こることが考えられる。そのような場合では、困難な反応にもかかわらず反応が顕著に加速する。
下に示されている様な、ある特定のアザクラウン型化合物において低障壁水素結合が見出されている。
本化合物では、プロトンは2つのアミドカルボニル酸素間に無理なく位置しており、その距離は2.45 Åである。この大員環は既に正電荷を持つ2つの第四級アンモニウムイオンユニットを有しているため、このような位置にプロトンが存在することが予期されていなかった。